# 1984年电影

## 第二十一屆金馬獎
- 最佳劇情片——《老莫的第二個春天》（高仕公司）
- 最佳導演——麥當雄《省港旗兵》
- 最佳男主角——李修賢《公僕》
- 最佳女主角——楊惠姍《小逃犯》